# Typodryas cambodianus
Typodryas cambodianus là một loài bọ cánh cứng trong họ Cerambycidae.